# Route nationale 31 (Luxemburg)
Die Route nationale 31 oder N31 ist eine luxemburgische Nationalstraße, die innerhalb des dicht besiedelten und daher verkehrsreichen Kantons Esch/Alzette verläuft.

## Aktueller Verlauf (Stand September 2023)
Die N31 führt von der Kreuzung mit der N  in Bettemburg (Route de Dudelange) bis zur Grenze zwischen  Luxemburg und  Belgien bei Petingen.
Sie unterquert hinter Bettemburg die A13 und verläuft dann bis nach Düdelingen. An der Kreuzung zwischen Rue Gaffelt und Route e Kayl biegt sie nach rechts ab und führt weiter nach Kayl, wo sie die N  kreuzt und dann weiter bis zum Kayler Poteau geführt wird, wo sie nochmal eine Kreuzung mit der N  bildet.
Von dort verläuft sie weiter bis nach Esch/Alzette, wo sie in die N  einbiegt und beide Nationalstraßen eine gemeinsame Trassenführung (Bvd. Prince Henri) in Richtung des Escher Hauptbahnhofs, nutzen.
Ab hier trennen sich die Trassen der beiden Nationalstraßen wieder. Die N 31 verläuft weiter über den Boulevard Charles de Gaulle bis zum Kreisverkehr Rämerich, wo die N 31 auf das Ende der  und stößt.
Sie wird in Folge durch die Orte Bieles über die  Linien 60 und 80 geführt, läuft weiter in den Kreisverkehr Biff, an dem die  endet und der von der N  durchlaufen wird.
Von diesem Punkt aus ist die N31 zusätzlich auch als  gewidmet. Sie verläuft weiter durch Petingen bis zur Grenze zwischen  Luxemburg und  Belgien, wo sie nahtlos in die  übergeht.

## Seitenäste

### N31A
Die N31A war bis Ende 2021 eine 210 m lange Verbindungsstraße in Esch Am Quartier mit der N4.

## Historische Entwicklung
- Bei ihrer Konzeption im Jahre 1861 wurde die N 31 als Straße beschrieben, die von der Bascharage-Straße zur Luxemburg-Straße in Esch/Alzette führt, einschließlich der Kreuzung von Sanem (Mémorial A18/1861).
- Baubeginn der N 31 erfolgte nach 1861 (Mémorial A7/1861 / Mémorial A9/1861 / Mémorial A30/1863) und nahm einen Teil der Ortsstraße Nr. 18, die von Kayl nach Clemency führte, auf. Die ursprüngliche Trasse verband die Orte Ehleringen bis 1958 mit Niederkerschen.
- In den 1980er Jahren ist der N31 die bisher als N gewidmete Teilstrecke vom Stadtteil Gasperich (ZI Cloche-d'Or) nach Petingen übernehmen. Der Bau der  führte jedoch dazu, dass der Abschnitt ab Cloche-d’Or am 22. Dezember 1995 zugunsten eines direkten Anschlusses an die Autobahn an die Ausfahrt 2 herabgestuft wurde. Verschiedene Ein- und Ausstufungen machten dies am selben Tag möglich zur Modernisierung der Strecke, wie zum Beispiel die Wiederaufnahme eines Abschnitts der CR174 an der Kreuzung von Differdange sowie mehrerer Gemeindestraßen in Esch-sur-Alzette und Sanem.
- Mit Gesetz vom 15. Dezember 2021 wird wiederum ein Abschnitt der CR 174 in Differdingen neu klassifiziert, nachdem der südliche Teil der Umgehungsstraße eröffnet wurde.

- 1990er Jahre:
  - Begradigung der Trasse im Süden von Esch/Alzette
  - 1990: Verbindung mit  Belgien
  - Juillet 1995: Contournement de Pétange, provisorische Eröffnung im November 1993.
  - 1999: Bau eines Kreisverkehrs, der durch die Nationalstraßen N31 und N  in Kayl gebildet wird (Mémorial A32/1999)
- Années 2000:
  - Begradigung der Trasse Clair Chêne (Esch/Alzette);
  - Inbetriebnahme des Contournement de Differdange (Mémorial A34/1991).

## Bildergalerie

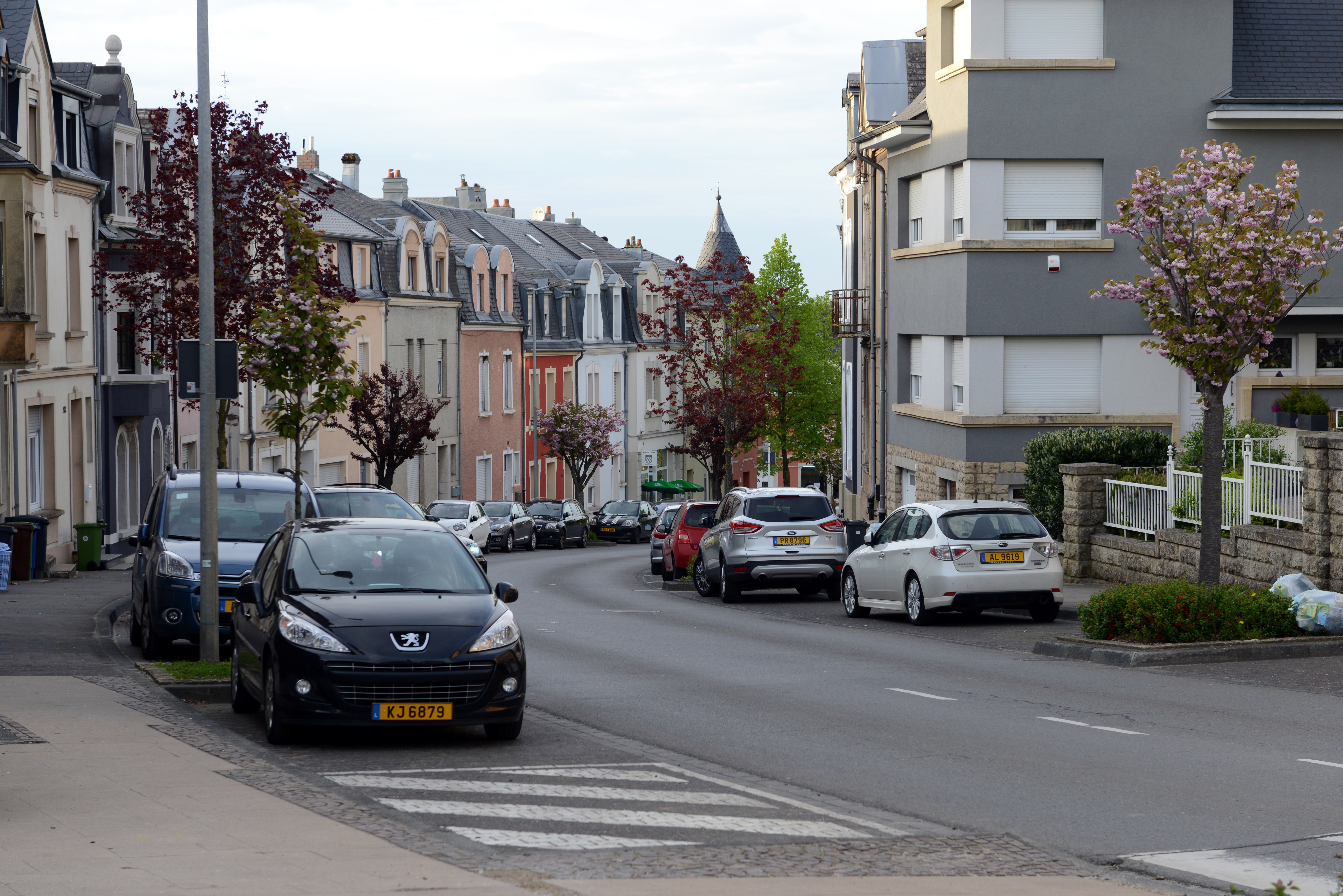
N31 in Oberkorn
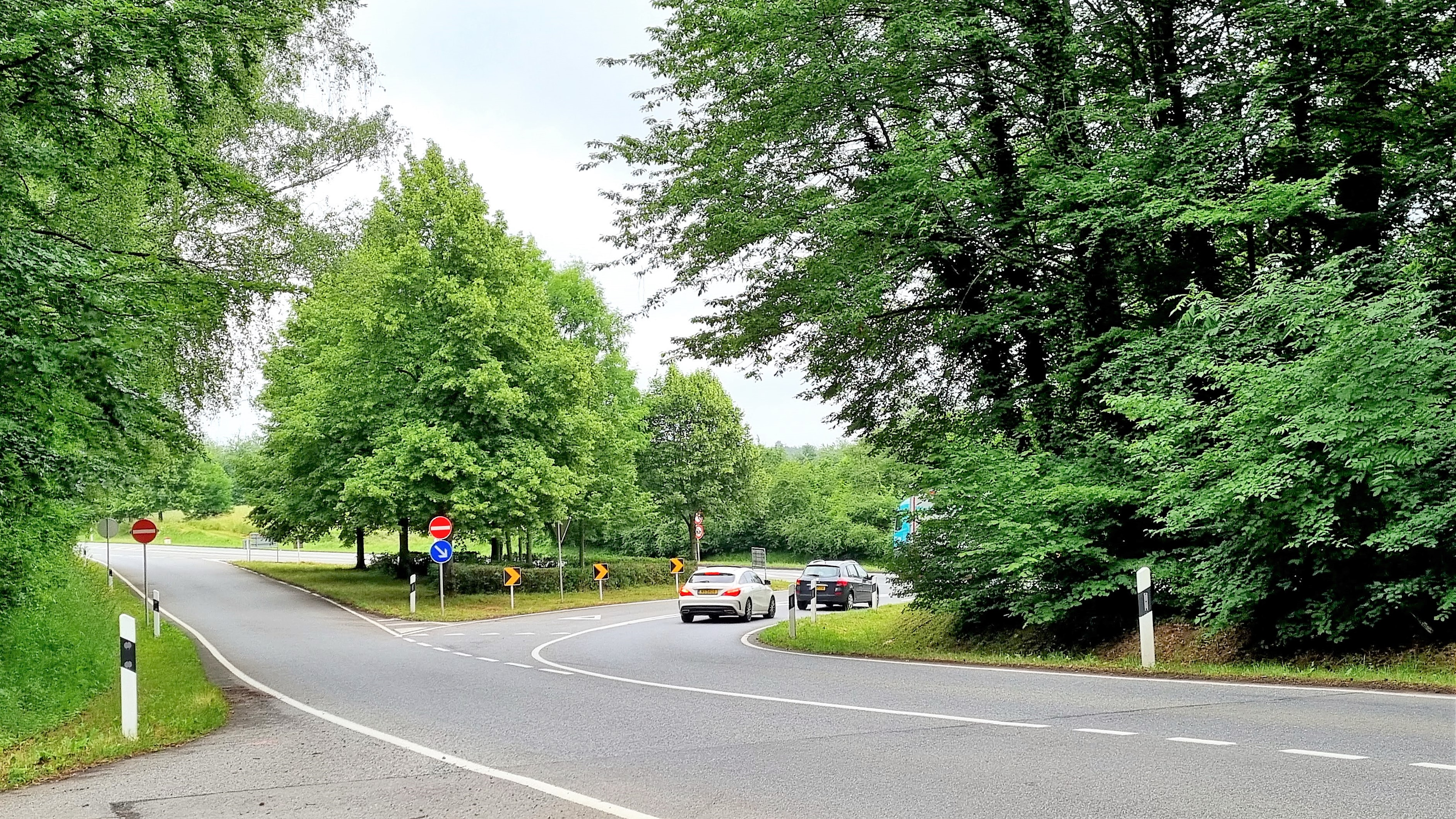
N31 am Keeler Poteau
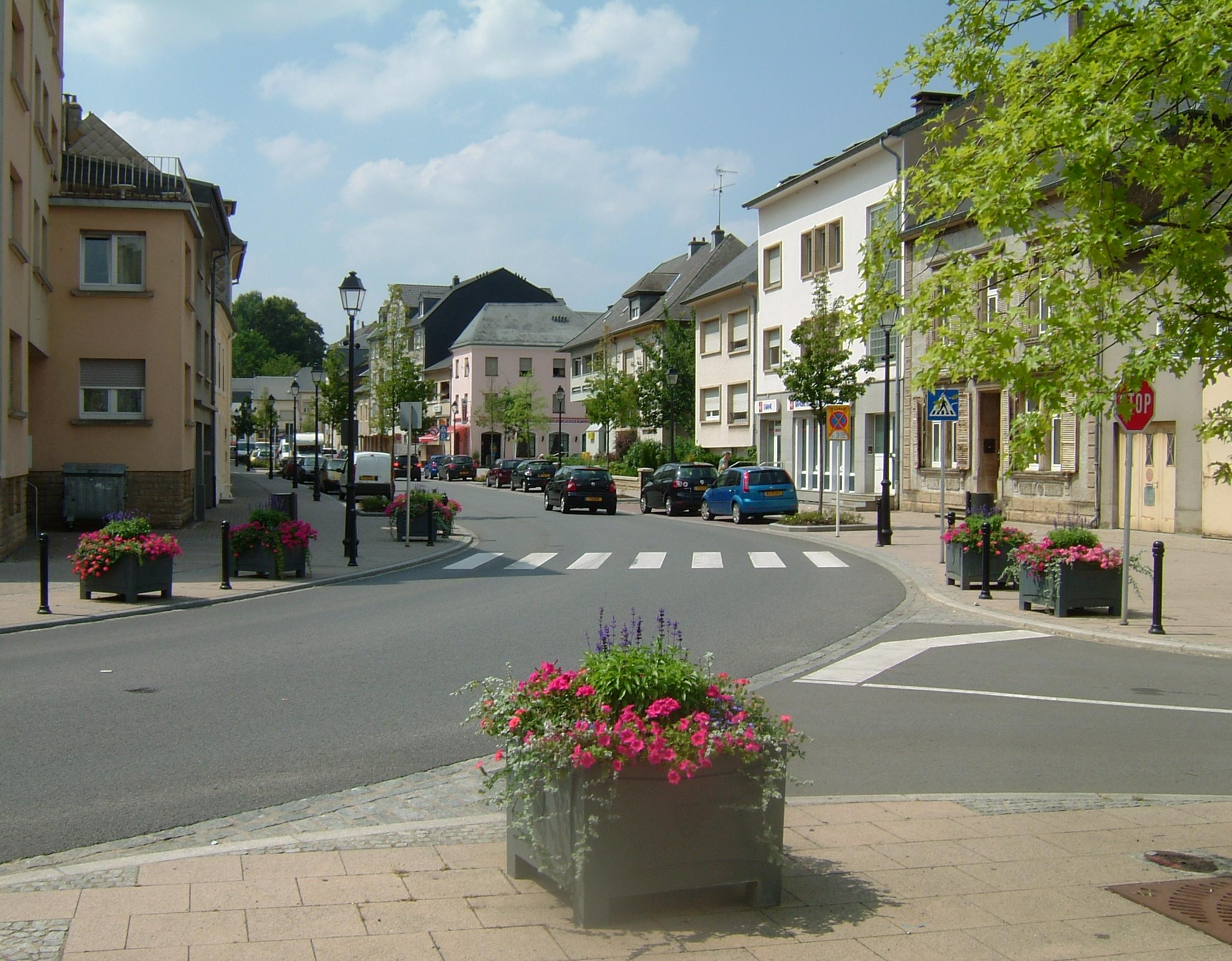
Grand Rue in Kayl
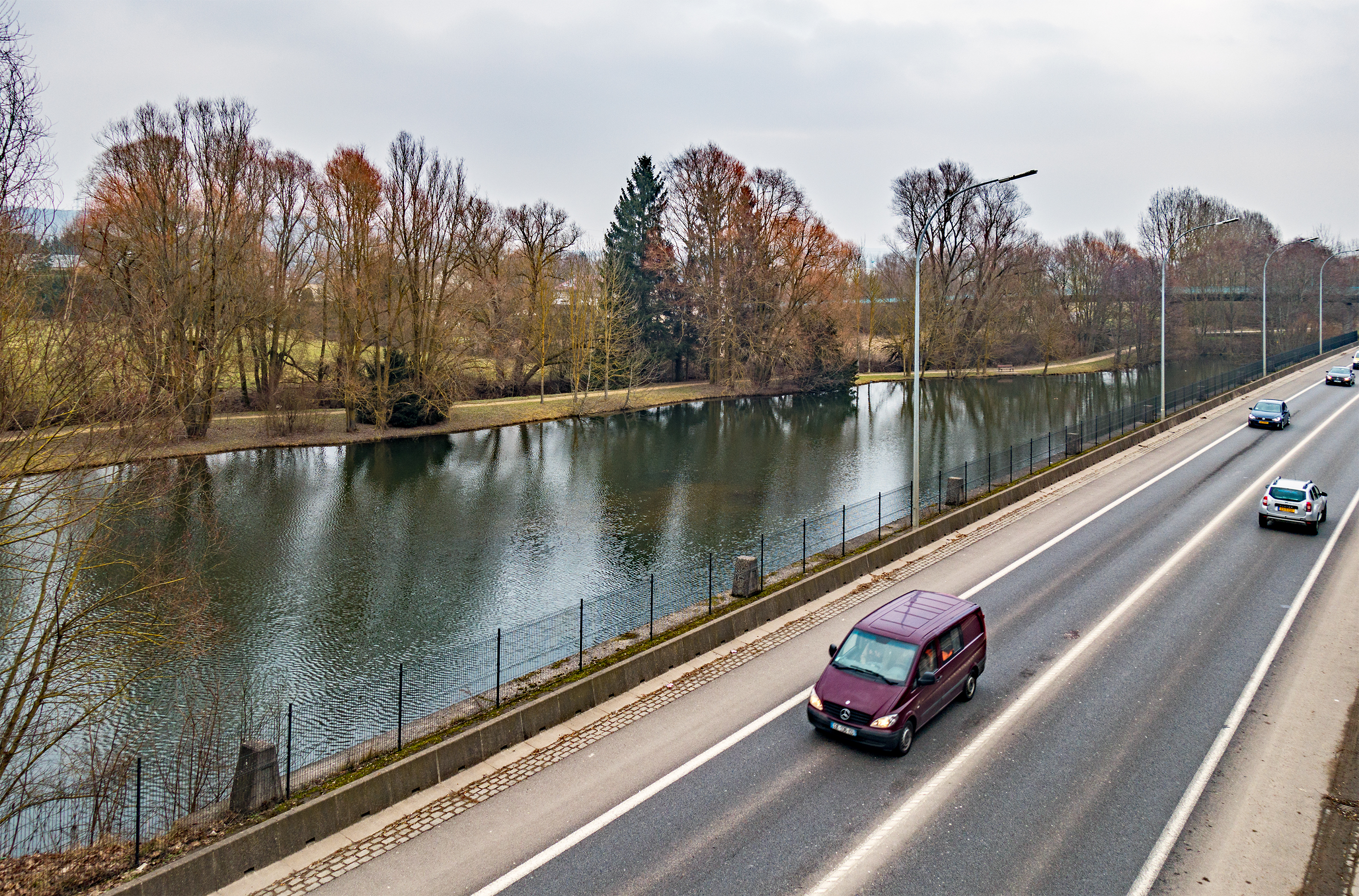
Die N31 am Weiher von Lintgen